# Roman Wallner
Roman Wallner (Graz, 4 februari 1982) is een Oostenrijkse voetballer (aanvaller) die sinds 2010 voor de Oostenrijkse eersteklasser Red Bull Salzburg uitkomt. Voordien speelde hij onder meer voor Rapid Wien, Hannover 96, Austria Wien en LASK Linz. Met Austria Wien werd hij landskampioen in 2006 en won hij de Beker van Oostenrijk in 2006 en 2007. Met Salzburg werd hij landskampioen in 2010.

## Carrière

### Club
Wallner begon zijn carrière in 1998 bij SK Sturm Graz, de ploeg van zijn geboortestad waar hij ook in de jeugdrangen speelde. Hij kwam er echter niet aan spelen toe en trok het volgende seizoen naar Rapid Wien, waar hij zijn succesvolste periode uit zijn carrière zou gaan meemaken. In de vijf seizoenen dat hij voor Rapid uitkwam speelde hij 134 wedstrijden en scoorde 42 goals. Het seizoen 2004-2005 kwam hij uit voor het Duitse Hannover 96. Voor hij in 2005 voor Austria Wien tekende volgde nog een korte periode bij Admira Wacker. Wallner speelde tot 2007 voor Austria Wien.
Daarna trok hij naar Schotland om er voor Falkirk FC te spelen. Hij speelde er uiteindelijk één seizoen en werd in die periode even uitgeleend aan Hamilton Academical.
In januari 2008 tekende Wallner een contract bij het Griekse Apollon Kalamarias, waar hij een korte maar niet onopgemerkte periode kende. Op 3 februari 2008 won Apollon met 1-0 van het grote Olympiakos. Wallner werd deze wedstrijd opgesteld. Maar omdat een FIFA-regel zegt dat een speler niet voor meer dan twee clubs mag spelen in hetzelfde seizoen werd de uitslag van deze wedstrijd in 0-3, in het voordeel van Olympiakos, en verloor Kalamarias één punt in het klassement. De zaak leidde tot een proces bij het CAS. Op het einde van het seizoen degradeerde Apollon Kalamarias en werd Olympiakos landskampioen met slechts twee punten voorsprong op AEK Athene. Het bestuur, de spelers en supporters van AEK vonden dit onrechtvaardig. Het bleef voor Wallner dus bij die ene wedstrijd dat seizoen. Het seizoen daarop kwam hij uit voor een andere Griekse eersteklasser, Skoda Xanthi, waar hij geen enkele wedstrijd speelde en in januari 2009 vertrok om terug in zijn thuisland te spelen.
In januari 2009 tekende hij voor LASK Linz. In dertig wedstrijden scoorde hij 17 doelpunten. Deze goede prestaties bleven niet onopgemerkt en in januari 2010 maakte hij de overgang naar de landskampioen Red Bull Salzburg. Sinds 2012 speelt Wallner bij Wacker Innsbruck

### Internationaal
Wallner speelde sinds 2001 in totaal 29 wedstrijden voor de Oostenrijkse nationale ploeg, daarin kon hij zeven keer scoren. Hij maakte zijn debuut op woensdag 25 april 2001 in een kwalificatiewedstrijd voor het WK tegen Liechtenstein (2-0), toen hij na 89 minuten aantrad als vervanger van Andreas Herzog.

## Erelijst
Austria Wien
- Oostenrijks landskampioen

2006
 Red Bull Salzburg
- Landskampioen

2010